# گونار میردال
گونار میردال (به سوئدی: Gunnar Myrdal)
(۶ دسامبر ۱۸۹۸ – ۱۷ مه ۱۹۸۷) اقتصاددان، جامعه‌شناس و سیاستمدار اهل سوئد بود که در سال ۱۹۷۴ به همراه فریدریش آوگوست فون هایک اقتصاددان اتریشی موفق به دریافت جایزه نوبل در اقتصاد شد.
از کتابهای ترجمه شده گونار میردال به فارسی می‌توان به عینیت در پژوهشهای اجتماعی (ترجمه مجید روشنگر؛ نشر مروارید، چاپ اول شهریور ۱۳۵۷ و چاپ دوم ۱۳۸۲) نام برد.